# Coleophora uliginosella
Coleophora uliginosella là một loài bướm đêm thuộc họ Coleophoridae. Nó được tìm thấy ở Fennoscandia and miền bắc Nga to Pyrenees và Ý and from Pháp to the Baltic States và Ba Lan.
Ấu trùng ăn Vaccinium uliginosum. Chúng sống trong một ống tơ, xung quanh là cuộn. Full-grown larvae can be được tìm thấy ở autumn.